# محمد الغميز
محمد عبد الله الغميز (مواليد 20 ديسمبر 1996) هو لاعب كرة قدم سعودي يلعب في نادي التقدم.

## مسيرة اللاعب
مثل نادي النجمة في الفئات سنية أعير إلى الفئات السنية في نادي التعاون في عام 2013 وانتقل إلى أولمبي نادي الشباب في عام 2014 و لعب بعدها مع نادي الرياض ونادي النجمة ونادي التقدم.